# Keye Luke
Keye Luke (en mandarín: 陸錫麟; en cantonés: Luk Shek-kee; en pinyin: Lù Xīlín; Cantón, China, 18 de junio de 1904 – Whittier, California, Estados Unidos, 12 de enero de 1991) fue un prolífico actor chino-estadounidense de cine y televisión, reconocido por su personaje del maestro Po en la serie Kung Fu, junto a David Carradine; también por interpretar al detective Charlie Chan. Luke interpretó a Kato en los serials de El Avispón Verde en los años cuarenta.

## Carrera profesional
Debutó en cine en 1934, cuando un productor de la MGM necesitaba un actor chino que hablara inglés para un papel secundario en la película El velo pintado (The Painted Veil, 1934), junto a Greta Garbo. Se hizo famoso como el primer hijo del detective Charlie Chan (1935 a 1949), y luego como el mismo Charlie Chan, prestando su voz para la serie animada The Amazing Charlie Chan (1972).
Luke fue el primer asiático-estadounidense en ser contratado por RKO Pictures, prestigiosa productora de la época que fuera adquirida por Paramount Pictures; después firmó contrato con la MGM. Luke apareció en series de televisión como Star Trek, Hawaii Five-O, I Spy, Miami Vice, y en el papel del inolvidable maestro Po en Kung Fu, junto a David Carradine, en 19 capítulos; este último rol fue uno de sus favoritos, según el actor.
Interpretó en reiteradas ocasiones a militares japoneses, villanos y detectives chinos. En los ochenta fue artista de voz de varios reconocidos personajes de películas extranjeras dobladas al inglés, así como también de personajes de Hanna Barbera.

## Vida personal y familiar
Luke era hijo de una familia de actores que emigraron a Seattle, Estados Unidos, cuando era niño. Asistió a la Universidad de Washington para estudiar arte gráfico. Comenzó como caricaturista y artista de carteleras para películas de cine; fue asesor en varias producciones de corte asiático en Broadway y Hollywood en los años treinta, lo que le abrió un espacio para los intérpretes chinos en el cine estadounidense.
En 1942 contrajo matrimonio con Ethel Davis, quien le acompañaría hasta la muerte de esta en 1979. Obtuvo la ciudadanía estadounidense en 1944.
Fundó un restaurante en California que funcionó por treinta años.
Keye Luke falleció de un derrame cerebral en Whittier, California, a sus 86 años.
|                                                   |
| Keye Luke como el maestro Po, en la serie Kung Fu |

|                                                                    |
| Keye Luke en sesión de maquillaje, transformándose en Charlie Chan |